# FC Tucson
El FC Tucson es un equipo de fútbol de los Estados Unidos que juega en la USL League One, la Tercera liga de fútbol más importante del país.

## Historia
Fue fundado en el año 2010 en la ciudad de Tucson, Arizona como un equipo que hacía eventos pretemporada de la MLS para generar el interés por el fútbol en la ciudad. Su primer partido oficial fue el 4 de marzo del 2011 ante el New York Red Bulls NPSL por la Desert Cup, con derrota de 1-3, y Fernando Gauna anotó el primer gol en la historia de la franquicia en ese partido. Su primera victoria fue ante el Yavapai FC el 13 de marzo con marcador de 7-2.

### Debut en la USL PDL
En la temporada 2012 ingresaron a la USL Premier Development League, en la cual llegaron a las semifinales de la conferencia del oeste y perdieron 1-2 ante el Seattle Sounders II 1-2. Para la temporada 2013 no pudieron clasificar a los playoffs, aunque sí participaron por primera vez en la US Open Cup, en la cual dejaron en el camino al Phoenix FC y al San Antonio Scorpions, ambos equipos de ligas superiores, pero el sueño terminó en la tercera ronda al ser eliminados por el Houston Dynamo de la MLS.
En la temporada 2014 consiguieron ganar su primer título divisional, y obtuvieron su primera victoria en los playoffs al vencer a Los Angeles Misioneros 2-1 en Las Vegas, Nevada y en las semifinales de conferencia vencieron al Vancouver Whitecaps II 1-0, pero perdieron en la final de la conferencia del oeste ante el Kitsap Pumas 0-3.

## Palmarés
- USL PDL Mountain Division: 1

2014

## Rivalidades
La principal rivalidad del FC Tucson es con el Albuquerque Sol en el llamado Southwestern Showdown, una serie de tres partidos en la que el equipo vencedor gana el trofeo Golden Rattler.

## Estadio
El equipo juega sus partidos de local en el Kino North Stadium, construido el 30 de octubre del 2013 y con capacidad para 2,900 espectadores.
El partido inaugural fue el 15 de noviembre del 2013 ante el Chivas USA de la MLS, con triunfo para los locales 1-0.

## Gerencia
- Jonathan Pearlman - Socio Afiliado y Director Técnico
- Chris Keeney - Socio Afiliado y Oficial Administrativo
- Kate Norton - Asistente del Gerente General y Director de Operaciones
- Brian Murray - Administrador
- Joe Caito - Gerente Corporativo
- Kevin Brady - Jefe de Oficinas

## Jugadores

### Jugadores destacados
- Aaron Long
- Reid Schmitt
- Conor Spence
- Donny Toia
- 🇨🇴 Duvan Camilo Canchila

### Logros Individuales
| Año  | Posición      | Nombre          | Logro                                                                             |
| ---- | ------------- | --------------- | --------------------------------------------------------------------------------- |
| 2012 | Defensa       | Conor Spence    | All-Conference Team (Oeste)                                                       |
| 2014 | Mediocampista | Ricardo Velazco | Jugador Joven del Año en la PDL (U21) All-League Team All-Conference Team (Oeste) |
| 2014 | Portero       | Billy Thompson  | Portero del Año en la PDL All-League Team All-Conference Team (Oeste)             |

## Temporadas en la USL League One
| Temporada | USL League One | USL League One | USL League One | USL League One | USL League One | USL League One | USL League One | USL League One | Playoffs    | US Open Cup | Goleador             | Goleador | Goleador |
| Temporada | PJ             | G              | E              | P              | GF             | GC             | Pts            | Posición       | Playoffs    | US Open Cup | Jugador              | Goles    |          |
| --------- | -------------- | -------------- | -------------- | -------------- | -------------- | -------------- | -------------- | -------------- | ----------- | ----------- | -------------------- | -------- | -------- |
| 2019      | 28             | 8              | 9              | 11             | 35             | 41             | 33             | 8º             | No calificó | inelegible  | Jordan Jones         | 10       |          |
| 2020      | 16             | 6              | 4              | 6              | 21             | 19             | 22             | 6º             | No calificó | inelegible  | Shak Adams Josh Coan | 4        |          |
| 2021      | 28             | 11             | 7              | 10             | 44             | 42             | 40             | 4º             | Semifinales | inelegible  | Charlie Dennis       | 10       |          |